# Graptophyllum thorogoodii
Graptophyllum thorogoodii là một loài thực vật có hoa trong họ Ô rô. Loài này được C.T.White mô tả khoa học đầu tiên năm 1939.